# Marius Petre Visarion
Marius Petre Visarion (n. 15 august 1929, Ploiești – d. 2006) a fost un inginer geofizician român, membru corespondent al Academiei Române (din 1991).